# Tyler Seguin
Tyler Paul Seguin (Brampton, 31 gennaio 1992) è un hockeista su ghiaccio canadese professionista che gioca come attaccante per i Dallas Stars, franchigia della National Hockey League.

## Biografia
Seguin è nato a Brampton, ma è cresciuto a Whitby, in Ontario, con le sue due sorelle più giovani, Candace e Cassidy. I suoi genitori sono Jackie e Paul Seguin. È cresciuto in una famiglia di giocatori di hockey. Seguin ha frequentato la St. Michael's College School a Toronto prima di essere redatto dai Plymouth Whalers della Ontario Hockey League (OHL).
Il giocatore preferito di Seguin da bambino era Steve Yzerman, al quale è stato paragonato il suo stile di gioco .

## Vita privata
Seguin è sponsorizzato da Dunkin Donuts, Adidas, Bauer Hockey e BioSteel Sports Supplements. Nel 2014, Seguin acquistò la casa di Mike Modano a Dallas .
Nel 2017, Seguin ha fatto un'apparizione nel film Goon: Last of the Enforcers .

### Filantropia
A seguito di una grave lesione al midollo spinale di uno dei suoi migliori amici nel dicembre 2012, Seguin ha fondato la Seguin Stars all'arrivo a Dallas. In ogni partita casalinga di Stars durante la stagione, Seguin ha donato una suite di lusso, insieme a cibi e bevande, per le persone con lesioni al midollo spinale . Seguin Stars, insieme a Dallas Stars Foundation, hanno anche donato una suite di lusso all'organizzazione Big Brothers Big Sisters nel 2015 e 2017 . A conclusione di ogni partita, Seguin incontra i suoi ospiti speciali fuori dagli spogliatoi delle stelle per autografi e immagini, spesso con altri membri del team .

## Palmarès

### Club
- Stanley Cup: 1

 Boston Bruins: 2011

### Nazionale
- Campionato mondiale di hockey su ghiaccio: 1

Rep. Ceca 2015